# Alexander Hajdecki
Alexander Hajdecki (* 10. Dezember 1851 in Lemberg; † 1934) war ein österreichischer Militärjurist und Amateur-Kunsthistoriker.

## Leben
Hajdecki studierte in Lemberg, arbeitete ab 1878 am Wiener Militärgericht und wurde 1889 Militär-Auditor. 1900 trat er in den Ruhestand und widmete sich vermehrt kunsthistorischen Studien. Überwiegend betrieb er archivalische Quellenstudien.

## Veröffentlichungen (Auswahl)
- Die italienische Lira da braccio. Eine kunst-historische Studie zur Geschichte der Violine, nebst einem Anhang mit Nachrichten über einige der ältesten Violinenbauer. Selbstverlag, Mostar 1892 (Digitalisat).
- Officiers-Standes-Privilegien, System und Praxis des geltenden Officiersrechtes der k. u. k. bewaffneten Macht. Wien 1897.
- Die Dynasten-Familien der italienischen Bau- und Maurermeister der Barocke in Wien. In: Berichte und Mitteilungen des Altertums-Verein zu Wien 34, 1906, S. 1–83 (Digitalisat).
- Militär-Heirats- und Kautions-Vorschriften. Mit Erläuterungen und Formularen. Wien 1909.
- Kunstkritische Wiener Dilettanten-Scholien 1:  Ein neu aufgetauchtter Parmigiano. Wien 1909.
- Vestigia artificum Polonorum Viennensia (1590–1750). Studyum archiwalne. Lemberg 1912.
- Vergessene Wiener Barockkünstler. Archivalische Quellenstudien. 1. Heft: Die Malerfamilie Astorffer. Wien 1920.
- O wielkości i potędze Narodu Polskiego w świetle pomnikow historycznych wiedeńskich. Szkice historjozoficzne. Posen 1929.